# Barrio Gualupita
Barrio Gualupita är en ort i Mexiko.   Den ligger i kommunen Huitzilac och delstaten Morelos, i den sydöstra delen av landet, 50 km söder om huvudstaden Mexico City. Barrio Gualupita ligger 2 224 meter över havet och antalet invånare är 107.
Terrängen runt Barrio Gualupita är varierad, och sluttar söderut. Runt Barrio Gualupita är det mycket tätbefolkat, med 1 463 invånare per kvadratkilometer. Närmaste större samhälle är Cuernavaca, 9,2 km söder om Barrio Gualupita. I omgivningarna runt Barrio Gualupita växer huvudsakligen savannskog.